# Honington (Lincolnshire)
Honington – wieś w Anglii, w hrabstwie Lincolnshire, w dystrykcie South Kesteven. Leży 29 km na południe od Lincoln i 167 km na północ od Londynu.